# Lycosa intermedialis
Lycosa intermedialis là một loài nhện trong họ Lycosidae.
Loài này thuộc chi Lycosa. Lycosa intermedialis được Carl Friedrich Roewer miêu tả năm 1955.